# Syeda Asifa Ashrafi Papia
Syeda Asifa Ashrafi Papia é uma política do Partido Nacionalista de Bangladesh e ex-membro do Parlamento por um assento reservado.

## Carreira
Papia foi eleita para o parlamento no assento reservado como candidata do Partido Nacionalista de Bangladesh em 2009. Ela serviu como Secretária-geral da ramo do distrito de Chapainawabganj do Partido Nacionalista de Bangladesh. No dia 16 de junho de 2015 ela foi presa pela polícia de Bangladesh sob a acusação de ter iniciado um incêndio criminoso..